# Sainte-Maure de Touraine (kaas)
De Sainte-Maure de Touraine AOP is een Franse kaas uit de Touraine, in de Indre-et-Loire. De kaas behoort tot de zogenaamde zachte kazen en is de vader van de zachte witte-korstkazen. De kaas is een van de 44 Franse kazen die het rood-gele Europese AOC/AOP-keurmerk, dat sinds januari 2012 het AOC-label vervangt, mag voeren.

## Geschiedenis
De Sainte-Maure de Touraine is een geitenkaas die sinds 1990 het AOC-keurmerk heeft. Dit impliceert dat de kaas gemaakt wordt van melk van geiten uit de regio Touraine, de oude provincie Touraine (department Indre-et-Loire plus aangrenzende cantons van Loir-et-Cher, Indre en Vienne). De kaas heeft een lange geschiedenis, de geitenhouderij in de streek dateert al van de 8e / 9e eeuw, en in die tijd is het maken van de geitenkaas gestart.

In de omgeving worden meerdere kazen gemaakt onder de naam Sainte-Maure, maar de AOC-keur is voorbehouden aan de Sainte-Maure de Touraine.

## Productie
De geitenmelk wordt na ontvangst licht aangezuurd met stremsel, het stremmingsproces duurt daardoor 24 uur. Het in de vormen doen van de kaas gaat voorzichtig, om de wrongel zo min mogelijk te breken. Uit de vorm wordt de kaas gezouten en met houtskool-as bestoven. Hierna start de rijping, die minimaal 10 dagen duurt vanaf de start van het stremmen. Rijping vindt plaats bij een temperatuur van 11°C en een vochtigheidsgraad van 90%. De kaas krijgt een lichte, grijs-blauwige schimmellaag op de korst. De kaasmassa is stevig en heeft een duidelijke geitenkaas-smaak.
Kenmerkend voor de kaas is het roggestrootje dat in de lengte in het midden zit. Dit roggestrootje is bedoeld om het afgieten van het vocht uit de kaas beter te laten verlopen en het inwendige tijdens de rijping te ventileren. Op het rietje is het productienummer gegraveerd